# Scânteia (Iași)
Scânteia é uma comuna romena localizada no distrito de Iaşi, na região de Moldávia. A comuna possui uma área de 41.81 km² e sua população era de 4539 habitantes segundo o censo de 2007.